# سعید مدنی
سعید مدنی قهفرخی (زاده ۱۴ آذر ۱۳۳۹) جامعه‌شناس، پژوهشگر ارشد علوم اجتماعی، استاد دانشگاه و روزنامه‌نگار ایرانی است. او عضو گروه مسائل و آسیب‌های اجتماعی انجمن جامعه‌شناسی ایران و استاد و عضو گروه پژوهشی رفاه اجتماعی دانشگاه علوم بهزیستی و توانبخشی، سردبیر «فصلنامه علمی-پژوهشی رفاه اجتماعی» و از بنیان‌گذاران نشریهٔ توقیف شدهٔ ایران فردا است. او در اسفند ۱۳۷۸ همراه با برخی از اعضای شورای فعالان ملی-مذهبی بازداشت شده و به تحمل حبس محکوم شد.

## زندگی
سعید مدنی، آذر ۱۳۳۹ در فرخ‌شهر چهارمحال و بختیاری به دنیا آمد و تحصیلات ابتدایی و متوسطه را در همین شهر گذراند. مدنی در کودکی پدرش را از دست داد و سرپرستی او و ۴ خواهرش به عهدهٔ مادر افتاد. او از ۱۷ سالگی و پیش از ورود به دانشگاه فعالیت سیاسی خود را علیه حکومت پهلوی در اصفهان آغاز کرد.
سعید مدنی در سال ۱۳۵۷ ابتدا در رشتهٔ ریاضیات وارد دانشگاه اصفهان شد و بعد از انقلاب فرهنگی تغییر رشته داده و تحصیلاتش را ابتدا در رشتهٔ روان‌شناسی و سپس در رشتهٔ علوم تربیتی تا مقطع کارشناسی ارشد در دانشگاه تهران ادامه داد. او از نزدیکان عزت‌الله سحابی و عضو شورای سردبیری ماهنامه ایران فردا، و چند سال سردبیر فصلنامه علمی پژوهشی رفاه اجتماعی بوده است.
وی پس از اعتراضات مردم ایران به نتایج انتخابات ریاست جمهوری (۱۳۸۸) مدتی از تدریس در دانشگاه محروم شده بود.

### بازداشت در سال ۱۳۷۹
مدنی ازجمله بازداشت شدگان ملی مذهبی در بازداشت گروهی اسفند سال ۱۳۷۹ بود. وی پس از تحمل ۵ ماه حبس در سلول انفرادی و بعدتر حدود ۷ ماه حبس، به قید وثیقه ۲۰۰ میلیون تومانی آزاد شد.

### بازداشت در سال ۱۳۹۰
سعید مدنی و همسرش، در ۱۷ دی ماه ۱۳۹۰ در خیابان دستگیر شده و نیروهای امنیتی همراه با او، به منزل شخصیش مراجعت کرده و برای چند ساعت خانه مورد بازرسی قرار دادند که در پی این تفتیش برخی وسایل شخصی او را ضبط کردند. همکاری با نهادهایی چون شورای هماهنگی راه سبز امید، کانون مدافعان حقوق بشر و کمیته پیگیری بازداشت‌های خودسرانه از اتهام‌های سعید مدنی در این پرونده بود.
سعید مدنی از سوی شعبه ۳۶ دادگاه انقلاب به ۶ سال زندان و ۱۰ سال تبعید به بندرعباس محکوم شد. دادگاه تجدیدنظر حکم کرده بود که وی باید ۴ سال از زندان خود را در زندان بندرعباس تحمل کند. در مجموع او باید ۵ سال حبس و ۲ سال تبعید را تحمل می‌کرد.
مدنی در اواسط زندانی بودن خود در اوین از این زندان به زندان رجایی شهر تبعید شد. وی در اسفند ۱۳۹۴ برای گذراندن دوران تبعید به بندرعباس فرستاده شد. مدنی در پاییز ۱۳۹۶ دوره محکومیتش را به پایان رساند و به تهران بازگشت.
مدنی در دی ماه ۱۴۰۰ قصد خروج از کشور را داشت که توسط نیروهای سپاه از سفر منع شد. او به دعوت دانشگاه ییل ایالات متحده آمریکا، برای گذراندن فرصت مطالعاتی به آمریکا سفر می‌کرد. مدنی به این ممنوعیت اعتراض کرد و نامه‌ای به رئیس قوه قضائیه وقت نوشت. به گفته او، مأموران امنیتی چند روز قبل از سفر او، با وی صحبت کرده و سفر او را بلامانع توصیف کردند.

### بازداشت در سال ۱۴۰۱
سعید مدنی در ۲۶ اردیبهشت ۱۴۰۱ بازداشت شد. مورد اتهامی او به هنگام بازداشت، «ملاقات با عناصر مشکوک بیگانه و انتقال منویات و خطوط عملیاتی آنها به برخی عناصر سابقه‌دار داخل کشور» عنوان شد. کمی بعد، بی‌بی‌سی فارسی در ۲۳ آبان ۱۴۰۱ فایل صوتی منسوب به جلسه یکی از معاونان وزارت اطلاعات در شورای تأمین استان یزد منتشر کرد که در آن جلسه ادعا می‌شود آمریکا برای «هدایت اعتراضات» بر روی سه نفر از جمله سعید مدنی به عنوان تئوریسین متمرکز شده است. مصطفی تاج‌زاده و میر حسین موسوی دو شخصیت دیگری هستند که از آن‌ها اسم برده می‌شود.
او در دادگاه بدوی، که در دی ماه ۱۴۰۱ برگزار شد، برابر کیفرخواست صادره از سوی دادسرای عمومی و انقلاب شهید مقدس به ریاست محمد نصیرپور، به دو اتهام «تشکیل و اداره گروه‌های معاند نظام» و «تبلیغ علیه نظام جمهوری اسلامی ایران» محکوم و برای اتهام اول به ۸ سال زندان و اتهام دوم یک سال زندان و جمعاً به ۹ سال زندان محکوم شد. این حکم در دادگاه تجدیدنظر قاضی علی مظلوم‌هم تأیید شد. بر اساس قوانین جمهوری اسلامی ایران، ۸ سال از این ۹ سال، قابل اجرا است.
مدنی از زندان اوین در سال ۱۴۰۲ در همایش «گفت‌وگو برای نجات ایران» شرکت کرد و به همین خاطر مجدد به «اجتماع و تبانی علیه امنیت ملی» متهم شد. در ۱۴ فروردین ۱۴۰۳، مدنی از زندان اوین، به زندان دماوند منتقل شد. دلیل این تبعید مشخص نشد اما برخی منابع مدعی شدند که «با فشار نهاد امنیتی و حکم دادستان کل» این حکم اجرا شده است.

## در نظرگاه دیگران

### واکنش‌ها به بازداشت و تبعید
جمعی از فعالان و پژوهشگران ایرانی با انتشار بیانیه‌ای خواستار «آزادی فوری و بی قید و شرط» او شدند. ناصر فکوهی، فرشاد مؤمنی، فیروزه مهاجر و فاطمه صادقی از جمله امضا کنندگان این بیانیه بودند. همچنین بیش از ۵۰۰ تن از دانشگاهیان ایرانی در کمپینی آنلاین، خواهان آزادی سعید مدنی شدند.
در زمان بازداشت او و انتقالش به زندان دماوند که در سال ۱۴۰۳ انجام شد، گروهی ۲۱ نفره از زندانیان سیاسی، نسبت به این اقدام، طی نامه‌ای انتقاد کردند. این افراد عبارت بودند از: «گلرخ ایرائی، نرگس محمدی، رسول بداقی، مصطفی تاجزاده، مهوش ثابت، امیرسالار داودی، ویدا ربانی، عبدالله مؤمنی، حسین رزاق، فائزه هاشمی، صدیقه وسمقی و سپیده قلیان». همسر او مدعی شد که این تبعید، برای منزوی کردن او انجام شده است.

### حاشیه‌های رونمایی از کتاب هدی صابر
۲۲ خرداد ماه ۱۳۹۸ مراسم رونمایی از کتاب فروپاشی هدی صابر در دانشکده اقتصاد دانشگاه علامه طباطبایی برگزار شد و سعید مدنی و فرشاد مؤمنی، عضو هیئت علمی این دانشگاه دربارهٔ این کتاب سخنرانی کردند. حضور مدنی در این مراسم به عنوان سخنران و دعوت او به یک دقیقه سکوت به یاد قربانیان سال ۸۸، بسیار حاشیه برانگیز شد.

## آثار
سعید مدنی نویسنده و پژوهشگر مسائل اجتماعی است و تاکنون کتاب‌های متعددی در داخل و خارج کشور دربارهٔ مسائل ایران منتشر کرده است.
| سال  | عنوان کتاب                                    | موضوع                                                               | ناشر             | منبع   |
| ---- | --------------------------------------------- | ------------------------------------------------------------------- | ---------------- | ------ |
| ۱۴۰۲ | جنبش‌های اجتماعی و امید                        | جنبش                                                                | نشر باران (سوئد) | [ ۲۵ ] |
| ۱۴۰۱ | مظاهرات سلمیه                                 | گزارش اعتراضات آب در خوزستان                                        | موسسه رحمان      | [ ۲۶ ] |
| ۱۴۰۰ | علیه اعدام                                    |                                                                     | نشر باران (سوئد) | [ ۵ ]  |
| ۱۳۹۹ | علیه خشونت                                    | پیشگیری، جنبه‌های روان‌شناسی، بررسی آسیب‌های اجتماعی خشونت             | نشر کتاب پارسه   |        |
| ۱۳۹۹ | جامعه مدنی و کرونا                            | بررسی تجارب سازمان‌های اجتماعی جامعه مدنی در مقابله با کرونا         | نشر کتاب پارسه   |        |
| ۱۳۹۸ | جامعه‌شناسی روسپی‌گری                           | بررسی آسیب‌های اجتماعی روسپیگری                                      | نشر کتاب پارسه   | [ ۲۵ ] |
| ۱۳۹۶ | وضعیت توسعه انسانی در ایران                   |                                                                     | نشر کتاب پارسه   |        |
| ۱۳۹۶ | جنبش‌های اجتماعی و دموکراتیزاسیون              | مجموعه ترجمه مقالاتی دربارهٔ جنبش‌های اجتماعی و دموکراتیزاسیون        | روزنه            | [ ۲۷ ] |
| ۱۳۹۴ | ضرورت مبارزه با پدیده فقر و نابرابری در ایران |                                                                     | انتشارات آگاه    | [ ۲۵ ] |
| ۱۳۹۴ | بررسی آسیب‌های اجتماعی روسپیگری                |                                                                     | یادآوران         |        |
| ۱۳۹۰ | خشونت علیه کودکان در ایران                    |                                                                     | آشیان            | [ ۲۵ ] |
| ۱۳۹۰ | جماعت‌گرایی و برنامه‌های جماعت محور             |                                                                     | یادآوران         |        |
| ۱۳۹۰ | اعتیاد در ایران                               |                                                                     | نشر ثالث         | [ ۲۵ ] |
| ۱۳۹۰ | آسیب‌شناسی حقوق کودکان در ایران                |                                                                     | میزان            |        |
| ۱۳۸۷ | روان‌شناسی و تغییرات اجتماعی                   | به نویسندگی استوارت پیزر و جفری تراورز و ترجمه سعید مدنی            | انتشارات دانژه   |        |
| ۱۳۸۴ | کودک‌آزاری در ایران                            | برگرفته از پژوهشی به سفارش یونیسف و وزارت بهداشت در اوایل دهه هشتاد | نشر اکنون        | [ ۲۵ ] |